# Cloruro de paladio (II)
El cloruro de paladio (II), de fórmula PdCl2, es un compuesto mineral a base de cloro y paladio. Es un material de partida común en la química del paladio; los catalizadores a base de paladio son de particular valor en la síntesis orgánica. 

## Preparación y síntesis
El cloruro de paladio (II) se obtiene disolviendo paladio metálico en agua regia o en ácido clorhídrico en presencia de cloro. Alternativamente, se puede obtener calentando una esponja de paladio en cloro gaseoso a 500 °C.

## Propiedades

### Propiedades físicas
El cloruro de paladio (II) forma cristales romboédricos rojos que se disuelven lentamente en agua con un color rojo para formar PdCl2(H2O)2. También es soluble en etanol y acetona . Se disuelve rápidamente en ácido clorhídrico.

### Propiedades químicas

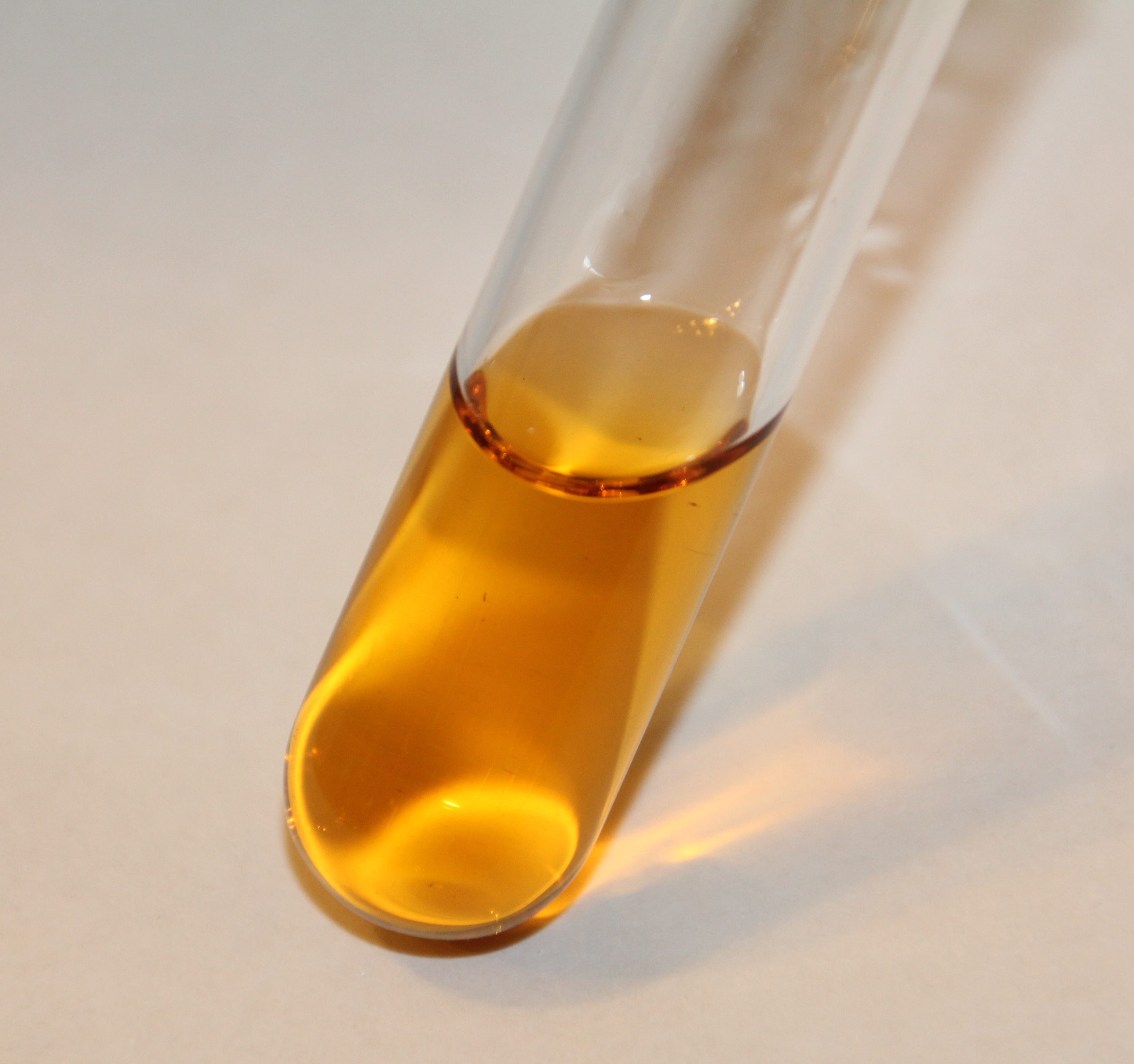
Disolución de [PdCl_{4}]^{2−}(ac.)

- El cloruro de paladio (II) se descompone a partir de 600 °C en paladio y cloro. Se disuelve en ácido clorhídrico y forma un tetracloropaladato [PdCl4]2−:[2]

{\displaystyle \mathrm {PdCl_{2}+2Cl^{-}\longrightarrow [PdCl_{4}]^{2-}} }
- Cataliza varias reacciones orgánicas, como la oxidación de etileno a acetaldehído (proceso Wacker).

- Cuando se introduce sulfuro de hidrógeno, precipita el monosulfuro de paladio (PdS) marrón-negro.

- Cuando se calienta con azufre a 450 a 500 °C, se forma disulfuro de paladio PdS2.

- Cuando se introduce amoniaco en disolución acuosa, se forma cloruro de tetraamino paladio (II) [Pd(NH3)4]Cl2.